# Discografia di Mietta
Questa pagina contiene la discografia della cantante italiana Mietta.

## Album in studio
- 1990 - Canzoni
- 1991 - Volano le pagine
- 1992 - Lasciamoci respirare
- 1994 - Cambia pelle
- 1995 - Daniela è felice
- 1998 - La mia anima
- 2003 - Per esempio... per amore
- 2006 - 74100
- 2008 - Con il sole nelle mani
- 2011 - Due soli...

## Raccolte
- 2000 - Tutto o niente
- 2000 - Masterpiece - Mietta
- 2006 - Le più belle canzoni di Mietta
- 2008 - Angeli noi
- 2016 - Playlist: Mietta

## Singoli
45 giri
- 1988 - Sogno/Mamma mammana
- 1989 - Canzoni/La mia casa
- 1990 - Vattene amore (con Amedeo Minghi)/Vattene amore (versione solista)
- 1990 - Piccolissimi segreti/Cuore di metallo
- 1991 - Dubbi no/L'amore esagera
- 1991 - Il gioco delle parti/Let's do it (Kim Basinger) - Festivalbar '91 Juke Box
- 1998 - Angeli noi (Extended club)/Angeli noi (Album version)/Angeli noi (Funk extended)/Angeli noi (Feel version)

Compact Disc
- 1992 - Lasciamoci respirare/Gente comune (Lasciamoci respirare feat. Francesco Nuti)
- 1993 - Acqua di mare (Remix)/Donna del sud
- 1993 - Figli di chi (feat. I Ragazzi di Via Meda) + Versione Jukebox
- 1994 - Cambia pelle/Fuori da te/Cambia Pelle(Remix)/ Cambia Pelle (Base)
- 1995 - Eccitazione (remix)
- 1995 - Fuori da te (remix)/Eccitazione Remix Special 45 giri (formato 33 giri 12 pollici)
- 1995 - Tu sei te
- 1996 - Non dormo sola (remix) (promo radio)
- 1996 - Dio fa qualcosa
- 1998 - Angeli noi + special cd promo radio remix e feel version, + Special 45 giri (formato 33 giri 12 pollici)
- 1998 - La mia anima
- 1998 - Un uomo per cui ucciderei Special 45 giri
- 2000 - Fare l'amore/Fare l'amore (La-tino radio mix)/Fare l'amore (Eos remix) /Fare l'amore (Eos radio remix)+ Special 45 giri (formato 33 giri 12 pollici)
- 2000 - Ancora insieme a te
- 2002 - Shisa (Radio version)/Shisa (Power mix)/Shisa (Dum dum pop rmx)/Shisa (Hauselite Vs Mietta rmx)
- 2003 - Abbracciati e vivi/Sentirti/E penso a te
- 2003 - Vivo senza te
- 2004 - Cuore (con Morris Albert)
- 2005 - Bugiarda (feat. Marya)
- 2006 - Il fiore
- 2006 - Resta qui
- 2008 - Baciami adesso
- 2008 - Direzioni opposte

Digital Download
- 2011 - Due soli
- 2011 - Io no
- 2013 - Io per te (con gli Arhia)
- 2013 - Poi torni qui (con Valerio)
- 2016 - Another dream
- 2016 - Non sei solo
- 2017 - Semplice (con i Marea)
- 2017 - Historia de un amor (con i Marea)
- 2019 - Milano è dove mi sono persa
- 2019 - Cloro
- 2020 - Spritz Campari
- 2020 - Mi perdido amor (con Andrea Dessì e Massimo Tagliata)
- 2021 - Milano Bergamo
- 2024 - Bang

## Discografia fuori dall'Italia

### Singoli
45 giri
- 1990 - Vattene amore (etichetta rossa per il Belgio; etichetta bianca per la Germania ed etichetta viola per la Francia)
- 1991 - Cuore di metallo (retro Piccolissimi segreti per il Belgio)

## Colonne sonore
- 1996 - Il gobbo di Notre Dame (contiene Dio fa qualcosa)
- 2013 - Universitari - Molto più che amici (contiene Io per te)
- 2016 - Ciao Brother (contiene Another dream e Non sei solo)
- 2018 - Anche senza di te (contiene Il Mondo)

## Partecipazioni
Di seguito sono riportate le pubblicazioni a cui Mietta ha partecipato almeno con un brano
- 1988 - Sanremo 88 (contiene Sogno)
- 1989 - Sanremo 1989 (contiene Canzoni)
- 1990 - Tutto Sanremo 1984-1989 (contiene Canzoni)
- 1990 - Sanremo 1990 (contiene Vattene amore con Amedeo Minghi)
- 1991 - SuperSanremo 1991 (contiene Dubbi no)
- 1991 - Un caldo inverno (contiene E no (cosa sei))
- 1992 - Primedonne (contiene L'amore e Il gioco delle parti)
- 1993 - Sanremo Festival 1993 (contiene Figli di chi con i Ragazzi di Via Meda)
- 1994 - Festival Italiano '94 (contiene È di Nuovo Gennaio)
- 1994 - Bella Italia - Germania (contiene Eccitazione)
- 1994 - Innocenti evasioni Vol. 2 (contiene Un'avventura)
- 1994 - Giovani amori (contiene Fuori da te)
- 1994 - Io ti amo... le più belle canzoni d'amore (contiene L'ultimo dei re e L'amore)
- 1996 - Il gobbo di Notre Dame (contiene Dio fa qualcosa)
- 1996 - M... come musica (contiene Vattene amore, Canzoni e Fuori da te)
- 1997 - Donne (contiene Un'avventura)
- 1997 - Musica per sempre-Vivere alla grande vol. 10 (contiene Cambia Pelle)
- 1998 - Festivalbar 1998 (contiene Angeli noi)
- 1999 - Successi italiani anni '90 (contiene Eccitazione)
- 2000 - Disney 2000 (contiene Dio fa qualcosa)
- 2000 - Sanremo 2000 (contiene Fare l'amore)
- 2000 - Festivalbar 2000 (contiene Ancora insieme a te)
- 2000 - Freeway 2000 (contiene Fare l'amore)
- 2003 - Je T'Aime (contiene Vattene amore)
- 2003 - Una lunga storia d'autore (contiene Vattene amore)
- 2004 - 54º Sanremo - Festival della Canzone Italiana (contiene Cuore)
- 2005 - I grandi successi degli Anni '90 vol. 2 (contiene Figli di chi)
- 2006 - Le più belle canzoni italiane di sempre (contiene Vattene amore)
- 2006 - Il gobbo di Notre Dame O.S.T. (contiene Dio fa qualcosa)
- 2006 - I grandi successi della Disco italiana (contiene Angeli noi)
- 2007 - Sanremo Platinum (contiene Vattene amore)
- 2007 - Stars 90 (contiene Figli di chi)
- 2008 - Super Sanremo 2008 (contiene Baciami adesso)
- 2008 - Fairplay Team Compilation (contiene Parole fatte a pezzi)
- 2009 - I Migliori Anni - Vol. 4 '90 (contiene Vattene amore)
- 2009 - One Shot 80 Vol.20 (contiene Vattene amore)
- 2011 - San Valentino Love Hits (contiene Cuore)
- 2012 - Per Gaber... io ci sono (contiene Isteria amica mia)
- 2017 - Jazz for a Christmas Day (contiene Historia de un amor)
- 2017 - Jazz for a Winter Day (contiene Semplice)
- 2018 - Sunday Jazz Lounge, Vol. 2 (contiene Historia de un amor)

## Videografia

### Album video
DVD legati alla musica con la partecipazione di Mietta
- 1991 - Amnesty International
- 2006 - Roxy Bar n° 16
- 2010 - Amiche per l'Abruzzo

DVD legati alla recitazione con la partecipazione di Mietta
- 1997 - Il gobbo di Notre-Dame
- 2001 - Donne di mafia
- 2002 - Joy - Scherzi di gioia
- 2004 - La piovra 8 - Lo scandalo
- 2017 - Ciao Brother

### Video musicali
| Anno | Titolo                              | Regista/i           |
| ---- | ----------------------------------- | ------------------- |
| 1989 | Per te Armenia                      |                     |
| 1990 | Vattene amore (feat. Amedeo Minghi) | Francesco Abbondati |
| 1990 | La farfalla                         |                     |
| 1991 | Dubbi no                            |                     |
| 1992 | Gente comune                        | Manetti Bros.       |
| 1993 | Acqua di mare                       |                     |
| 1994 | Cambia pelle                        | Manetti Bros.       |
| 1994 | Fuori da te + È di nuovo gennaio    | Manetti Bros.       |
| 1994 | Eccitazione                         | Manetti Bros.       |
| 1995 | Oggi Dani è più felice              | Giuseppe Capotondi  |
| 1998 | Angeli noi                          | Federico Brugia     |
| 2000 | Fare l'amore                        | Federico Brugia     |
| 2002 | Shisa                               | Stefano Bertelli    |
| 2005 | Bugiarda (feat. Marya)              |                     |
| 2006 | Il fiore                            | Gaetano Morbioli    |
| 2008 | Baciami adesso                      | Gaetano Morbioli    |
| 2013 | Io per te (vs. Arhia)               | Federico Moccia     |
| 2016 | Another Dream                       | Nicola Barnaba      |
| 2016 | Non sei solo                        | Nicola Barnaba      |
| 2019 | Milano è dove mi sono persa         | Mauro Russo         |
| 2019 | Cloro                               | Mauro Russo         |
| 2020 | Spritz Campari                      | Mauro Russo         |
| 2021 | Milano Bergamo                      | Mauro Russo         |

#### Partecipazioni in videoclip di altri artisti
| Anno | Titolo          | Artista                                          | Regista/i |
| ---- | --------------- | ------------------------------------------------ | --------- |
| 1989 | Per te Armenia  | AA.VV.                                           |           |
| 2017 | Semplice        | Marea feat. Mietta                               | Mr. Lui   |
| 2020 | Mi perdido amor | Andrea Dessì feat. Massimo Tagliata feat. Mietta | Mr. Lui   |

## Duetti

### Album in studio
- con Amedeo Minghi: Vattene amore (contenuto in Canzoni, 1990)
- con Amedeo Minghi: Il profumo del tempo (contenuto in Nenè, 1991)
- con i Buio Pesto: Baxime nescio (contenuto in Liguria, 2008)
- con Francesco Nuti: Lasciamoci respirare (contenuto in Lasciamoci respirare, 1992)
- con Mariella Nava: Il gioco delle parti (contenuto in Condivisioni, 2004)
- con Marya: Bugiarda (solo singolo, 2005)
- con Morris Albert: Cuore (contenuto in Cuore, 2004)
- con i Neri per Caso : Baciami adesso (contenuto in Donne, 2010)
- con Riccardo Cocciante: Sulla tua pelle e E pensare che pensavo mi pensassi almeno un po' con  (contenuti in Un uomo felice, 1994)
- con Sergio Laccone: Cantare, ballare (contenuto in Volano le pagine, 1991)

### Album dal vivo
- Con Amedeo Minghi: Vattene amore (nel Cd-DVD 40 anni di me con voi, 2008)
- Con Irene Fornaciari: Madre dolcissima (nel DVD Amiche per l'Abruzzo, 2010)
- Con Dodi Battaglia: Incredibilmente giù / Stagione di vento / Notte a sorpresa / Quando una lei va via / Nascerò con te (nel Cd-DVD Dodi Day, 2018)

## Cover di suoi brani
| Anno            | Artista                             | Canzone                           | Lingua                                                               | Album                                                             |
| L'amore         | L'amore                             | L'amore                           | L'amore                                                              | L'amore                                                           |
| --------------- | ----------------------------------- | --------------------------------- | -------------------------------------------------------------------- | ----------------------------------------------------------------- |
| 1991            | Laura Pausini                       | L'amore                           | Lingua Italiana                                                      | L'immenso (demo)                                                  |
| 2014            | Amedeo Minghi                       | L'amore                           | Lingua Italiana                                                      | Suoni tra ieri e domani                                           |
| Baciami adesso  |                                     |                                   |                                                                      |                                                                   |
| 2008            | Buio Pesto feat. Mietta             | Baxime nescio                     | Dialetto Genovese                                                    | Liguria                                                           |
| 2010            | Neri per Caso feat. Mietta          | Baciami adesso                    | Lingua Italiana                                                      | Donne                                                             |
| Canzoni         |                                     |                                   |                                                                      |                                                                   |
| 1989            | Amedeo Minghi                       | Canzoni                           | Lingua Italiana                                                      | La vita mia                                                       |
| Dio fa qualcosa |                                     |                                   |                                                                      |                                                                   |
| 1996            | Heidi Mollenhauer                   | God help the outcasts             | Lingua Inglese                                                       | The Hunchback of Notre Dame - Soundtrack from the Motion Pictures |
| 1996            | Bette Midler                        | God help the outcasts             | Lingua Inglese                                                       | The Hunchback of Notre Dame - Soundtrack from the Motion Pictures |
| 2014            | Cristina D'Avena                    | Dio fa qualcosa                   | Lingua Italiana                                                      | Magia di Natale                                                   |
| Dubbi no        |                                     |                                   |                                                                      |                                                                   |
| 1991            | Laura Pausini                       | Dubbi no                          | Lingua Italiana                                                      | L'immenso (demo)                                                  |
| 1991            | Leo Sayer                           | All alone                         | Lingua Inglese                                                       | Live al Festival di Sanremo 1991                                  |
| 1994            | Valeria Lynch                       | Dudas no                          | Lingua Spagnola                                                      | Caravana de Sueños                                                |
| La farfalla     |                                     |                                   |                                                                      |                                                                   |
| 1991            | Amedeo Minghi                       | La farfalla                       | Lingua Italiana                                                      | Nenè                                                              |
| 1994            | Paloma San Basilio                  | La mariposa                       | Lingua Spagnola                                                      | Al este del edén                                                  |
| Figli di chi    |                                     |                                   |                                                                      |                                                                   |
| 1993            | Nek                                 | Figli di chi                      | Lingua Italiana                                                      | In te                                                             |
| 1995            | Yolandita Monge                     | Suenos por quien                  | Lingua Spagnola                                                      | Yolandita                                                         |
| Sogno           |                                     |                                   |                                                                      |                                                                   |
| 1996            | Syria                               | Sogno                             | Lingua Italiana                                                      | Non ci sto                                                        |
| Sulla tua pelle |                                     |                                   |                                                                      |                                                                   |
| 1995            | Mónica Naranjo & Riccardo Cocciante | Sobre tu piel                     | Lingua Spagnola                                                      | Un hombre feliz                                                   |
| Vattene amore   |                                     |                                   |                                                                      |                                                                   |
| 1990            | Nikka Costa                         | All for the love                  | Lingua Inglese                                                       | Sanremo '90                                                       |
| 1990            | Elio e le Storie Tese               | Vattene amore                     | Lingua Italiana                                                      | Live                                                              |
| 1991            | Laura Pausini & Fabrizio Pausini    | Vattene amore                     | Lingua Italiana                                                      | L'immenso (demo)                                                  |
| 1993            | Viktor Lazlo & Amedeo Minghi        | Vattene amore                     | Lingua Inglese · Lingua Francese · Lingua Spagnola · Lingua Italiana | Vattene Amore                                                     |
| 1995            | Yolandita Monge                     | Vete mi amor                      | Lingua Spagnola                                                      | Yolandita                                                         |
| 1995            | Raymond Lefèvre                     | Vattene amore                     | Versione pianistica                                                  | Da troppo tempo                                                   |
| 2005            | Los Locos                           | Vattene amore                     | Lingua Italiana                                                      | Bachata Italiana                                                  |
| 2011            | Jang Senato                         | Vattene amore                     | Lingua Italiana                                                      | Cantanovanta                                                      |
| 2012            | Massimo Castellina                  | Vattene amore (Latin version)     | Versione strumentale                                                 | Il suo bandoneon                                                  |
| 2014            | Ivana Spagna & Massimo Ferrari      | Vattene amore/With or Without You | Lingua Italiana                                                      | 7                                                                 |
| 2016            | Hélène Ségara & Davide Esposito     | Tant qu'il est temps              | Lingua Francese · Lingua Italiana                                    | Amaretti                                                          |